# Dennis Dunaway
Dennis Dunaway (Cottage Grove, 9 dicembre 1946) è un bassista statunitense.

## Biografia
È famoso per aver fatto parte della band Shock rock Alice Cooper, dalla sua nascita fino al 1974.
Nel 1982 ha anche collaborato con il Cantante e chitarrista del gruppo Blue Öyster Cult Buck Dharma.

## Discografia (parziale)

### Con Alice Cooper

#### Album studio
- 1969 - Pretties for You
- 1970 - Easy Action
- 1971 - Love It to Death
- 1971 - Killer
- 1972 - School's Out
- 1973 - Billion Dollar Babies
- 1973 - Muscle of Love

### Con Buck Dharma
- 1982 - Flat Out